# Iota Pegasi
Iota Pegasi (ι Peg, ι Pegasi) é uma estrela binária localizada na constelação de Pegasus, a 39,5 anos-luz da Terra. Ambas as estrelas pertencem à sequência principal, e estão separadas por 0,12 UA.